# 権柔貞
権　柔貞（グォン　ユジョン、 1995年6月17日- ）は大韓民国の柔道選手。階級は57kg級。

## 経歴
2012年のアジアジュニア52kg級決勝で志々目愛にGSに入ってから有効で敗れて2位だった。2015年の東アジア選手権57kg級では決勝で石川慈に横四方固で敗れた。2016年のアジアオープン・台北では準決勝で渡辺華奈に技ありで敗れて3位だった。グランドスラム・東京でも2回戦で石川に横四方固で敗れた。以上のように2016年までは世界ランキングも83位で中堅選手に過ぎなかったが、2017年のグランドスラム・パリでは準決勝で世界ランキング3位の芳田司をGSに入ってから技ありで破ると、決勝でも世界ランキング2位である地元フランスのエレーヌ・ルスボーを技ありで下して優勝を飾った。ヨーロッパオープン・オーバーヴァルトでは決勝で玉置桃と対戦すると、GSに入ってから技ありで敗れて2位だった。アジア選手権でも決勝で芳田に敗れて2位だった。ユニバーシアードでも2位だった。世界選手権では準々決勝でモンゴルのドルジスレン・スミヤに技ありで敗れるなどして7位だったが、世界団体では準決勝の日本戦で敗れるも3位となった。ワールドマスターズでは準決勝でスミヤに敗れて3位だった。2018年の世界選手権では準々決勝で芳田に合技で敗れると、その後の3位決定戦でもドルジスレンに技ありで敗れて5位にとどまった。北朝鮮との合同チームで出場した世界団体では準決勝の日本戦で敗れるも3位になった。グランドスラム・大阪では準々決勝で舟久保遥香に合技で敗れて3位だった。
IJF世界ランキングは3345ポイント獲得で12位(19/4/22現在)。

## 主な戦績
- 2012年 - アジアジュニア　2位(52kg級)
- 2015年 - 東アジア選手権　2位
- 2016年 - アジアオープン・台北 3位
- 2017年 - グランドスラム・パリ 優勝
- 2017年 - ヨーロッパオープン・オーバーヴァルト　2位
- 2017年 -　アジア選手権　個人戦　2位　団体戦　3位
- 2017年 - ユニバーシアード　2位
- 2017年 - 世界選手権　7位
- 2017年 - 世界団体　3位
- 2017年 - ワールドマスターズ　3位
- 2018年 - グランプリ・チュニス　2位
- 2018年 - グランプリ・フフホト　3位
- 2018年 - アジア大会　団体戦　3位
- 2018年 - 世界選手権　5位
- 2018年 - 世界団体　3位
- 2018年 - グランドスラム・大阪　3位
- 2019年 - グランプリ・タシュケント　3位

(出典、JudoInside.com)。